# Ettore Pastorelli
Ettore Pastorelli (Concesio, 24 maggio 1966) è un ex ciclista su strada italiano.

## Carriera
Nato nel 1966 a Concesio, in provincia di Brescia, nell'ultimo anno da dilettante, il 1987, ha vinto il G.P. Artigiani Sediai e Mobilieri e il Piccolo Giro dell'Emilia con la G.S. Carrera Jeans - Inoxpran.
Nel 1988, a 22 anni, è passato professionista con la Carrera Jeans, con la quale ha partecipato alla Vuelta a España, vincendo il cronoprologo di Santa Cruz de Tenerife e indossando di conseguenza la maglia oro, seppur per un solo giorno, ma non portando a termine la corsa. Anche nella stagione successiva si è ritirato alla Vuelta, mentre ha concluso al 116º posto la Milano-Sanremo.
Nel 1990 è passato alla Jolly Componibili, con la quale è arrivato 80º alla Milano-Sanremo, ma non è riuscito a terminare, per la terza volta in tre partecipazioni, la Vuelta a España.
Negli ultimi due anni di carriera ha corso per la Gis Gelati, poi diventata Mercatone Uno, vincendo due tappe (1ª e 3ª) all'Allied Banks Tour in Sudafrica nel 1991 e la 6ª tappa della Vuelta Ciclista Argentina nel 1992.
Ha chiuso la carriera nel 1992, a 26 anni.

## Palmarès
- 1987 (dilettanti)

G.P. Artigiani Sediai e Mobilieri
Piccolo Giro dell'Emilia
- 1988 (Carrera Jeans, una vittoria)

Prologo Vuelta a España (Santa Cruz de Tenerife, cronometro)
- 1991 (Gis Gelati, due vittorie)

1ª tappa Allied Banks Tour
3ª tappa Allied Banks Tour
- 1992 (Mercatone Uno, una vittoria)

6ª tappa Vuelta Ciclista Argentina (San Luis > Río Cuarto)

## Piazzamenti

### Grandi Giri
- Vuelta a España

1988: ritirato
1989: ritirato
1990: ritirato

### Classiche monumento
- Milano-Sanremo

1989: 116º
1990: 80º